# Reino de Montenegro
El Reino de Montenegro (en serbio: Краљевина Црнe Горe, Kraljevina Crne Gore) fue un reino de los Balcanes existente desde el 28 de agosto de 1910 con la proclamación de la monarquía constitucional y la coronación de Nicolás I de Montenegro, hasta el 26 de noviembre de 1918 cuando se unió a Serbia, con capital en Cetiña.

## Historia
El reino de Montenegro fue proclamado por el príncipe Nicolás en Cetiña, el 28 de agosto de 1910. Sucedió al principado de Montenegro

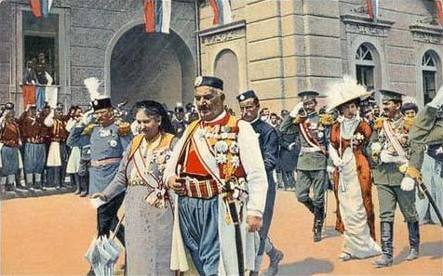
Proclamación del Reino de Montenegro en Cetiña en agosto de 1910.

El país desencadenó la primera guerra de los Balcanes en 1912. En las guerras balcánicas, Montenegro obtuvo Metojia y parte del sanjacado de Novi Pazar y una frontera común con Serbia. Los desmanes de las tropas con la población musulmana de la región, supuestas venganzas por las pasadas atrocidades de esta contra sus paisanos cristianos, atizaron la emigración. La ciudad recién conquistada de Escútari tuvo que ser devuelta al nuevo principado de Albania por insistencia de las grandes potencias, a pesar de que el Ejército montenegrino sufrió diez mil muertos para arrebatársela a las fuerzas otomanas (albanesas) de Essad Bajá.
En vísperas de la Primera Guerra Mundial, el país había cuadruplicado su territorio desde el advenimiento de Nicolás. Parte de la población de los nuevos territorios, sin embargo, no se identificaba culturalmente con el país, sintiéndose más musulmana o serbia que montenegrina. El principal problema del país era la permanente crisis económica que impedía el sostenimiento de la población. En 1914, en vísperas de la Primera Guerra Mundial, se calcula que un tercio de la población masculina en edad de trabajar había emigrado —primordialmente a los Estados Unidos— o trabajaba en empleos estacionales. La proporción de población expatriada quizá alcanzó la mitad del total. La nación se mantenía merced a las remesas de dinero de los emigrantes y a los subsidios y préstamos extranjeros.
La oposición, centrada en la juventud educada, criticaba al monarca por reaccionario y en parte exigía la unión con Serbia. Para acallar las críticas, Nicolás permitió por fin la celebración de elecciones en marzo de 1914, que ganó el Partido Popular, opositor. Seguidamente, se entablaron negociaciones con Serbia para llevar a cabo una unión militar, diplomática y financiera entre los dos países. La población, sin embargo, se dividía entre los partidarios de mantener la independencia, los que preferían la unión con Serbia y los que abogaban por la formación de un nuevo Estado yugoslavo.
Durante la Primera Guerra Mundial (1914-1918) Montenegro estuvo del lado de las Potencias Aliadas. Del 15 de enero de 1916 a octubre de 1918, Montenegro estuvo ocupado por el Imperio austrohúngaro.
El 20 de julio de 1917, se firmó la Declaración de Corfú, que incluía la intención de unir Montenegro a Serbia. La unión se proclamó finalmente el 26 de noviembre de 1918. La oposición a la nueva condición montenegrina continuó durante años por la resistencia de guerrillas.

### Primeros ministros
- Lazar Tomanovic (1910-1912)
- Mitar Martinovic (1912-1913)
- Janko Vukotic (1913-1915)
- Milo Matanovic (1915-1916)

### Primeros ministros en el exilio
- Lazar Mijušković (1916)
- Andrija Radovic (1916-1917)
- Milo Matanovic (1917)
- Evgenije Popović (1917-1919)
- Jovan Plamenac (1919-1921)
- Anto Gvozdenović (1921-1922)
- Milutin Vučinić (1922)
- Anto Gvozdenović (1922)